# 里山カーシェアリング
里山カーシェアリング（さとやまカーシェアリング）は、広島県府中市上下町で展開されている、コミュニティー型カーシェアリング。
運営は現在、有限会社堀田輪業による。

## 解説
2001年、全日本ロータス同友会メンバーを含む、自動車整備業者4名で、当時EUで話題となっていたコンパクトカー「smart」を輸入するために渡欧。その際、フランスのリヨンで実証実験をしていた「カーシェアリング」と出会う。
帰国後、北海道札幌市の須賀原自動車工業（後のウインド・カー）と共に実証実験を開始。その後、全日本ロータス同友会メンバーが、事業化。
広島県では、2007年に事業化。2010年の「ひろしまEVタウン推進事業」が契機となり、地域コミュニティ型カーシェアリングとして拡大した。一方、他のメンバーは、撤退した。
2024年1月より、「里山モビリティランド協議会」が発足し、毎月会議を行い、商工会、行政、JR西日本等との連携を模索している。